# Aprilia Atlantic
L'Aprilia Atlantic è uno scooter di fascia medio-alta a ruota bassa prodotto dalla Casa motociclistica italiana Aprilia dalla fine del 2001 fino al 2014.

## Storia

### Atlantic 500
Sviluppato insieme alla Marabese Design venne introdotto alla fine del 2001 sul mercato nella versione 500 l’Atlantic è stato il maxi scooter di casa Aprilia nonché il modello di punta per comfort e prestazioni concorrenti diretto dei modelli giapponesi come il Suzuki Burgman; venne sviluppato interamente da Aprilia, mentre il motore 500 monocilindrico deriva dal propulsore Master che equipaggia il Piaggio X9.
Possiede un telaio doppia culla in tubi d’acciaio, col motore in funzione di forcellone oscillante, il gruppo motore-trasmissione, è vincolato al telaio da doppia biella due silent-block radiali. La forcella anteriore ha steli da 40 millimetri, e ammortizzatore di sterzo regolabile. 
La ruota anteriore ha un diametro da 15” mentre quella posteriore è da 14”.
Il motore 500 è un derivato Piaggio ma possiede una centralina differente per l’iniezione. Si tratta di un monocilindrico a quattro tempi con distribuzione a quattro valvole comandate da un albero a camme in testa; il raffreddamento è a liquido, alesaggio e corsa 92 x 69 mm, cilindrata 458,7 cm³, rapporto di compressione 10,5:1; lubrificazione a carter umido con pompa trocoidale. Eroga 39 CV (29 kW) a 7250 giri e una coppia massima di 40 Nm a 5500 giri in grado di far raggiungere all’Atlantic 500 una velocità massima di 150 km/h. L’alimentazione è ad iniezione elettronica con iniettore Marelli, il serbatoio ha una capacità di 16 litri (4 di riserva). Scarico in acciaio inox con marmitta catalitica; omologazione Euro 2. Il cambio è a automatico a variazione continua di velocità, la frizione automatica centrifuga.
L’impianto frenante è composto da due dischi anteriori dal diametro di 260 mm e posteriori monodisco da 220 mm.
Le dimensioni sono pari a interasse di 1.575 mm; lunghezza 2.250 mm; larghezza 770 mm; altezza della sella dal suolo pari a 780 mm. Peso in ordine di marcia (senza benzina) di 218 kg.
La produzione dell’Atlantic 500 termina nel fine 2004 sostituito dall’Atlantic Sprint 500 basato sullo stesso telaio dei modelli 125/250.

### Arrivo dei 125 e 200
Nel settembre del 2002 la gamma si arricchisce dei modelli equipaggiati con i motori Piaggio Leader 125 e 200 costruiti a Pontedera; i motori sono entrambi monocilindrici a quattro valvole, raffreddamento a liquido ed erogano rispettivamente 15 cavalli (il 125) e 21 cavalli (il 200). Posizionate più in basso sia in termini di prezzi che di dimensioni, esteticamente queste versioni possiedono delle differenze rispetto al 500 a partire dal design dei proiettori anteriori e posteriori benché viene mantenuto lo stile generale.
L’impianto frenante è a monodisco anteriore e monodisco posteriore con forcella da 35 mm e le ruote sono entrambe da 13”.
Le dimensioni dei 125 e 200 sono pari a una lunghezza di 2100 mm, larghezza di 900 mm (al manubrio), altezza massima 1370 (in assetto), Interasse 1480 mm, altezza sella pilota di 770 mm e capacità serbatoio 10,5 litri (riserva inclusa). 
La produzione del 200 termina nel 2004

### Atlantic 250

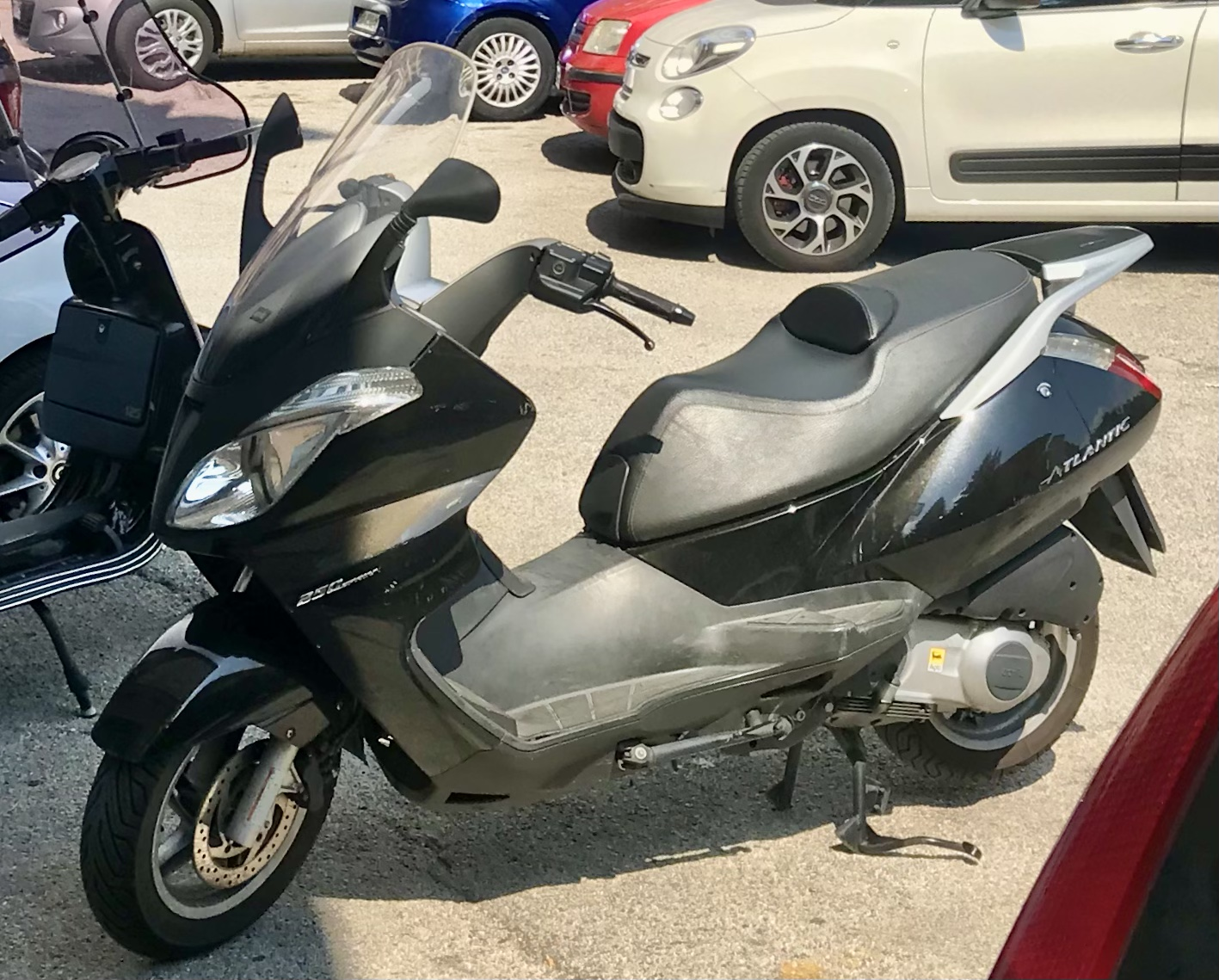
Atlantic 250

Introdotto nel 2004 l’Atlantic 250 va a sostituire il vecchio 200 da cui ne eredita tutta la meccanica e il design esterno; il motore è il 244 cm³ Piaggio monocilindrico a quattro tempi monoalbero a camme in testa due valvole, alesaggio per corsa 72x60, che eroga una potenza massima di 23 CV a 8000 giri/min e una coppia massima di 20 Nm a 6500 giri/min. Il motore è omologato Euro 2.

### 2010: nuova gamma 125 e 300
Nel maggio 2010 viene presentata la nuova gamma “base” che si presenta nelle versioni 125 e l’inedita 300, quest’ultima manda in pensione il vecchio motore 250. Il motore 300 (278 cm³) Piaggio Quasar monocilindrico raffreddato a liquido che eroga 22,4 CV e una coppia massima di 23,8 Nm ad un regime di soli 5.750 giri. Vengono aggiornati anche alcuni dettagli estetici come la strumentazione, nuova sella e il trattamento delle plastiche inedite. Entrambi i motori sono omologati Euro 3.
La produzione del 125 termina nel 2011 mentre il 300 resterà in produzione fino al 2014.

## La gamma Atlantic Sprint

### Atlantic Sprint 500
Erede del precedente modello 500, la nuova versione Sprint viene presentata nel febbraio 2005 e si basa sullo stesso telaio dei modelli 125/250 con steli da 35 mm e impianto frenante a due dischi (e non tre) da 260 mm per l’anteriore, con pinza flottante a tre pistoncini paralleli, 220 mm per il posteriore. Di conseguenza si posiziona più in basso rispetto al primo modello sia in termini di listino che di dimensioni.
Il motore Piaggio eroga una potenza massima di 27,5 kW (37 CV) a 6750 giri/min e una coppia massima di 42 Nm a 5.500 giri/min.
Le dimensioni sono: lunghezza massima 2.200 mm, larghezza 815 mm, altezza 1.370 mm, interasse 1.550 mm, altezza sella 780 mm, peso ridotto a 199 kg, capacità del serbatoio 15 litri (riserva 2 litri).

### Atlantic Sprint 400
Il 400 è stato lanciato nel gennaio 2007, la ciclistica è la medesima del 500 e il motore è il monocilindrico quattro valvole Piaggio da 399 cc con alimentazione elettronica in grado di erogare 25 kW (34 CV) ed è omologato Euro 3. Presenta la frenata integrale con impianto composto da disco singolo anteriore da 260 mm, disco singolo al posteriore da 190 mm.